# Silkeborg
Silkeborg város Dániában, a Midtjylland régióban, Silkeborg községben található.

## Földrajz
Silkeborg Jylland félsziget közép-keleti részén, Dánia legmagasabban fekvő régiójában (Søhøjlandet) található.

## Történelem
A modern város az 1844-ben alapított Drewsen og Sønner papírmalom köré épült. A város alapítója, Michael Drewsen a malom napi működéséért volt felelős.

## Turizmus
Silkeborg főbb nevezetességei:
- Silkeborg Museum: a múzeumban található a tollundi férfi múmialelet.
- Silkeborg Bad: egykori szanatórium, a második világháború során a Gestapo dániai főhadiszállása az épületben lett kialakítva.

## Sport
Silkeborg sportcsapatai:
- Silkeborg IF: egyszeres dán bajnok-, és kupagyőztes labdarúgócsapat.
- Bjerringbro-Silkeborg Håndbold: egyszeres dán bajnok kézilabdacsapat.

## Itt született
- Johannes Fibiger (1867–1928), dán Nobel-díjas bakteriológus
- Kasper Dolberg (1997–), dán labdarúgó
- Alphabeat dán zenekar